# Nationale secundaire weg (Ierland)

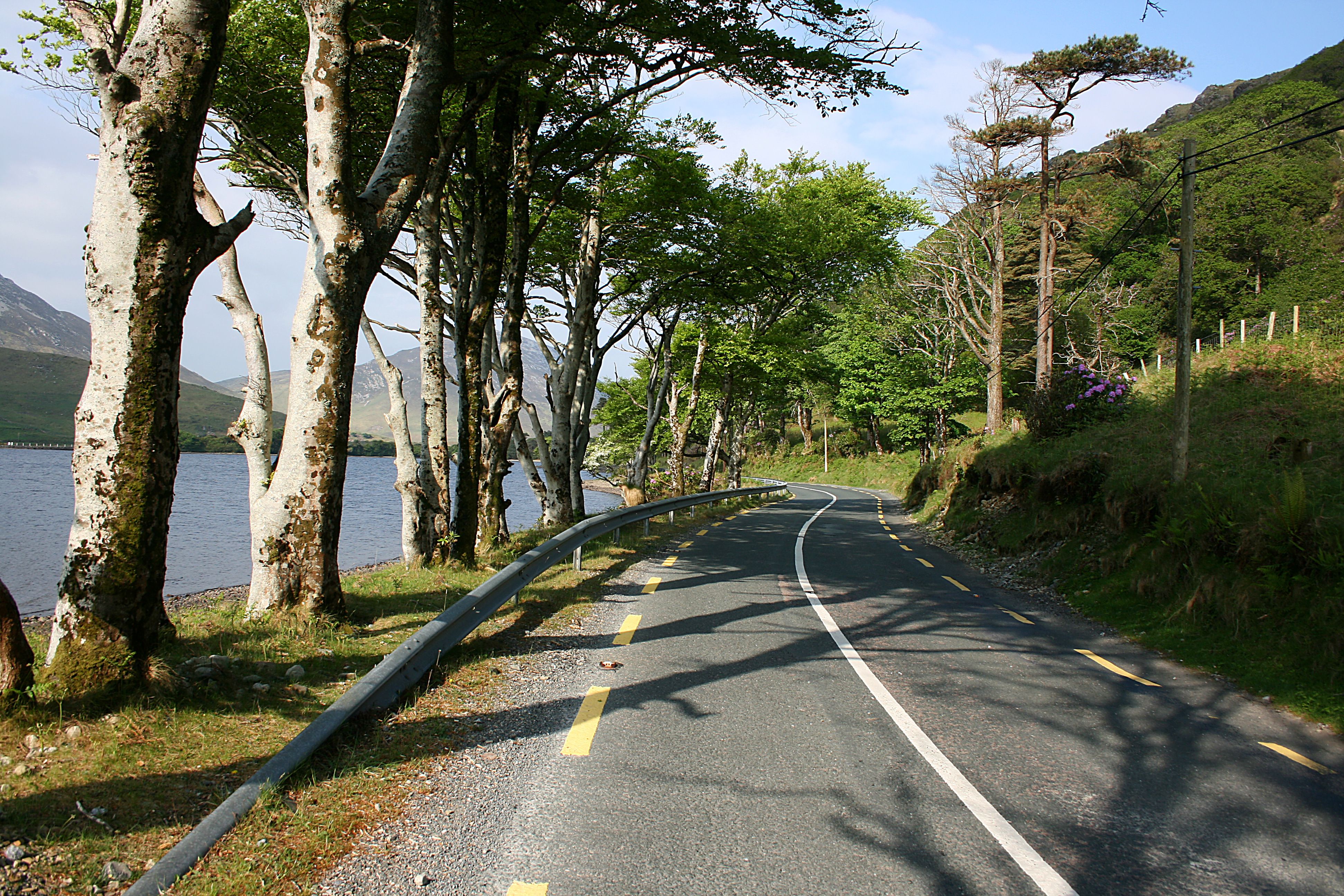
De N59 bij Kylemore Lough in County Galway

Een nationale secundaire weg (Iers: Bóthar Náisiúnta den Dara Grád) is een type weg in Ierland. Deze wegen vormen een belangrijk onderdeel van het nationale wegennet, maar zijn iets minder belangrijk dan de hoofdwegen die als Nationale primaire wegen worden aangeduid. Nationale secundaire wegen hebben N-nummers hoger dan 50. De N51 (Drogheda-Delvin) is de laagst genummerde nationale secundaire weg.

## Achtergrond
Nationale secundaire wegen hebben een standaard snelheidslimiet van 100 km/h (62.5 mph), aangezien ze net als de primaire wegen in de categorie "nationale wegen" vallen.
Per 31 december 2007 was er 2683.974 kilometer aan nationale secundaire wegen in Ierland, goed voor iets minder dan 50% van alle nationale wegen (primair en secundair)
Nationale secundaire wegen worden doorgaans minder goed onderhouden dan de primaire wegen, waardoor de kwaliteit ook sterk kan variëren, maar verwerken doorgaans aanzienlijk meer verkeer dan regionale wegen. Verreweg het grootste gedeelte van de secundaire wegen bestaan uit tweestrookswegen. Vierstrookswegen zijn uitzonderingen maar zijn onder meer te vinden bij Tallaght Bypass in de N81, de N85 bij Ennis en de N71 tussen Cork en Bandon.
De laatste jaren zijn veel secundaire wegen van een betere kwaliteit asfalt, betere wegmarkeringen en betere bewegwijzering voorzien, maar nog steeds zijn veel wegen smal en bochtig.
Nationale secundaire wegen gaan over het algemeen door steden en plaatsen heen en niet eromheen. De toegenomen verkeersdruk en hogere milieu-eisen maken het echter aantrekkelijk om bij wegverbetering wel om een plaats heen te gaan.
De volgende wegen hebben bypasses:
- N52: passeert Nenagh, Mullingar en het centrum van Dundalk terwijl een bypass voor Tullamore staat gepland.
- N55: passeert samen met de N3 Cavan
- N56: vormt een deel van de bypass rond Donegal
- N61 en N63: passeren Roscommon
- N71: passeert Halfway en Skibbereen
- N74: passeert Cashel
- N76: passeert Callan
- N77: vormt het noordelijk deel van de ringweg rond Kilkenny
- N80: passeert Carlow
- N85: passeert Ennis

De voormalige N8 bypass van Mitchelstown is omgenummerd tot de N73 toen het stuk van Fermoy (Moorepark) tot Kilbehenny van de M8 werd geopend.
De meeste nationale secundaire wegen waren oorspronkelijk zogenaamde "Trunk Roads" onder het oude systeem van wegenclassificatie. Sommige delen waren echter slechts "Link Roads". Een groot aantal van de minder belangrijke "Trunk Roads" werd later een regionale weg toen de nieuwe wegenclassificatie vanaf 1977 werd ingevoerd. Een aantal wegen werd daarbij gedeclasseerd naar regionale weg maar later weer opgewaardeerd tot nationale secundaire weg. Voorbeelden hiervan zijn de N72 tussen Killarney en Killorglin, de N86 en de N87.
In 1994 werden drie nationale secundaire wegen geherclassificeerd als nationale primaire wegen:
- de N57 tussen Swinford en Ballina werd de N26
- de N64 tussen Oranmore en Claregalway werd onderdeel van de N18
- de N79 tussen New Ross en Enniscorthy werd de N30.

Later werd het deel van de N60 tussen Castlebar en Westport opgenomen in de N5.
Sommige secundaire wegen verbinden toeristische attracties met nabij plaatsen of steden. Het bekendste voorbeeld is de N70 door County Kerry, beter bekend als de Ring of Kerry. Ook de N59 door de Connemara in de county's Galway en Mayo scoort hoog op de populariteitslijst van toeristen.

## Lijst van nationale secundaire wegen
(XXXX) = aansluiting met weg XXXX, bv. (N21) = Aansluiting op de weg N21
| Nationale Secundaire Wegen in Ierland (stand 31 december 2007) | Nationale Secundaire Wegen in Ierland (stand 31 december 2007) | Nationale Secundaire Wegen in Ierland (stand 31 december 2007) |
| Wegnaam                                                        | Beschrijving | Lengte in km                                                   |
| -------------------------------------------------------------- | --- | -------------------------------------------------------------- |
| N51                                                            | Drogheda – Slane (N2) – Navan (N3) – Athboy – Delvin (N52 naar Mullingar) | 54.367                                                         |
| N52                                                            | (langs de oostzijde van) Dundalk (N1) – Ardee (N2, N33) – Kells (N3) – Delvin (N51) – Mullingar – Tyrrellspass (sluit aan op N6) Kilbeggan – Durrow – Tullamore (N80) – Birr (N62) – Borrisokane (N65) – (N7 oostelijk van Nenagh)                                               | 199.615                                                        |
| N53                                                            | Dundalk naar Castleblayney (een klein deel wordt de A37 waar de weg door County Armagh loopt) | 18.191                                                         |
| N54                                                            | Monaghan (N2) – Clones – Cavan (N3) (een klein deel wordt de A3 waar de weg door County Fermanagh loopt) | 34.513                                                         |
| N55                                                            | (N3 juist buiten Cavan) – Granard – Edgeworthstown (N4) – (N6 Athlone ringroad) | 79.206                                                         |
| N56                                                            | (N15 juist oost van Donegal) – (R263 nabij Killybegs) – Glenties – Dungloe – Gweedore – Dunfanaghy – Letterkenny (N14) | 156.206                                                        |
| N58                                                            | Foxford (N26) – (N5 tussen Swinford en Castlebar) | 11.273                                                         |
| N59                                                            | (N4 naar Sligo) – Ballina (N26) – Bangor Erris – Rosturk – Westport (N5) – Clifden – Oughterard – Moycullen – Galway (N6) | 296.683                                                        |
| N60                                                            | Castlebar – Claremorris (N17) – Ballyhaunis – Castlerea – Ballymoe – Roscommon | 92.282                                                         |
| N61                                                            | Athlone (N6) – Knockcroghery – Roscommon – Tulsk (N5) – Boyle (N4) | 74.752                                                         |
| N62                                                            | N6 nabij Athlone – Ferbane – Cloghan – Birr – Roscrea – Templemore – Thurles – Horse and Jockey (N8) | 93.648                                                         |
| N63                                                            | Galway – Claregalway – Lackagh – Turloughmore – Abbeyknockmoy – Moylough – Mountbellew – Newbridge – Ballygar – Mount Talbot – Athleague – Roscommon – Lanesborough-Ballyleague – Longford (N5)                                                                                  | 94.733                                                         |
| N65                                                            | N6 nabij Loughrea - Portumna - N52 bij Borrisokane | 40.530                                                         |
| N66                                                            | N6 nabij Loughrea naar de N18 bij Gort | 24.659                                                         |
| N67                                                            | Kilcolgan – Kinvara – Ballyvaughan – Lisdoonvarna – Ennistymon (N85) – Kilkee – Kilrush (N68) – (veerboothaven bij Killimer) (veerboothaven nabij Tarbert) – Tarbert (N69) | 128.781                                                        |
| N68                                                            | Kilrush naar Ennis | 40.865                                                         |
| N69                                                            | Dock Road (Limerick) – Mungret – Clarina – Kildimo – (Askeaton) – Foynes – Tarbert (N67) – Listowel – Tralee (N70, N86, N21) | 101.273                                                        |
| N70                                                            | (omvat het grootste deel van de Ring of Kerry) - (N70 Killarney Road bij Kenmare) – Sneem – Castlecove – Caherdaniel – Waterville – Cahersiveen – Killorglin – (N72) – Milltown – Castlemaine – (N86) – (N21, N69) Tralee                                                        | 142.654                                                        |
| N71                                                            | (N22) Cork (Wilton Road, Bishopstown Road, Bandon Road) – Halfway bypass – Innishannon – Bandon – Ballinascarty – Clonakilty – Rosscarbery – Leap – Skibbereen – (R592 naar Ballydehob) – Bantry – Ballylickey – Glengarriff – Kenmare – (N70) – Muckross – Killarney (N22, N72) | 188.089                                                        |
| N72                                                            | Killorglin – Killarney (N22) – Rathmore – Mallow (N20) – Fermoy (N8) – Lismore – Dungarvan (N25) | 166.124                                                        |
| N73                                                            | Mitchelstown (N8) – (N72 oostelijk van Mallow) | 28.172                                                         |
| N74                                                            | (N8) Cashel – Golden – Kilfeakle – Tipperary (N24) | 20.131                                                         |
| N75                                                            | Thurles naar de N8 bij Two-Mile Borris | 8.993                                                          |
| N76                                                            | (N10) Kilkenny Ring Road – Ballymack – Callan bypass – Ninemilehouse – (N24 oostelijk van Clonmel) | 43.818                                                         |
| N77                                                            | (N10) Kilkenny Ring Road – (N78) – Ballyragget – (N8) at Durrow | 27.177                                                         |
| N78                                                            | (N77) – Castlecomer – (N80) – Athy – (M9) bij Kilcullen | 62.252                                                         |
| N80                                                            | (N6) in Moate – Clara – (N52) in Tullamore – Mountmellick – kruist de (M7) in Portlaoise (sluit aan op de M7 via R445) – Stradbally – (N78) Carlow – Ballon – (N81) – Kildavin – Bunclody – (N11) nabij Enniscorthy                                                              | 138.385                                                        |
| N81                                                            | Dublin (Terenure, Tallaght) – (N82) – Baltinglass – Tullow – (N80 juist oostelijk van Ballon) | 85.476                                                         |
| N82                                                            | Citywest Road (N81 nabij Tallaght) – (J3-kruising N7 nabij Clondalkin) | 2.554                                                          |
| N83                                                            | Tuam – Dunmore – Cloonfad – Ballyhaunis – Tooreen – N17 zuidelijk van Charlestown | 45.219                                                         |
| N84                                                            | Galway – Cloonboo – Headford – Shrule – Kilmaine – Ballinrobe – Castlebar | 73.510                                                         |
| N85                                                            | Ennis (N68) – Ennistymon (N67) | 32.226                                                         |
| N86                                                            | Tralee – Annascaul – Lispole – Dingle | 49.564                                                         |
| N87                                                            | Belturbet (N3) – Ballyconnell – Swanlinbar – (grens met Noord-Ierland vanwaar het de A32 wordt) | 28.053                                                         |
| Totaal                                                         | | 2683.974                                                       |

## Galerie

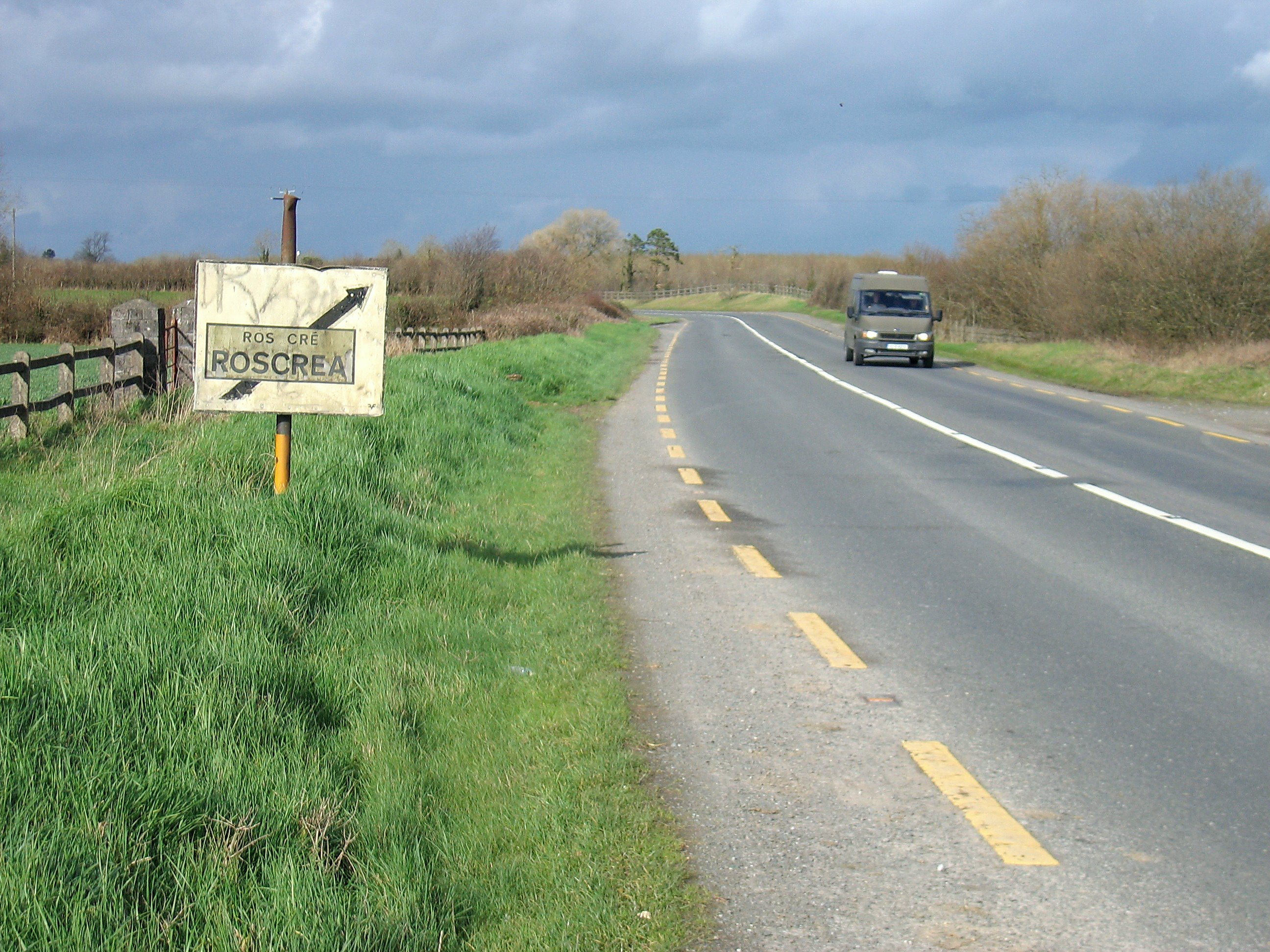
N62, County Tipperary
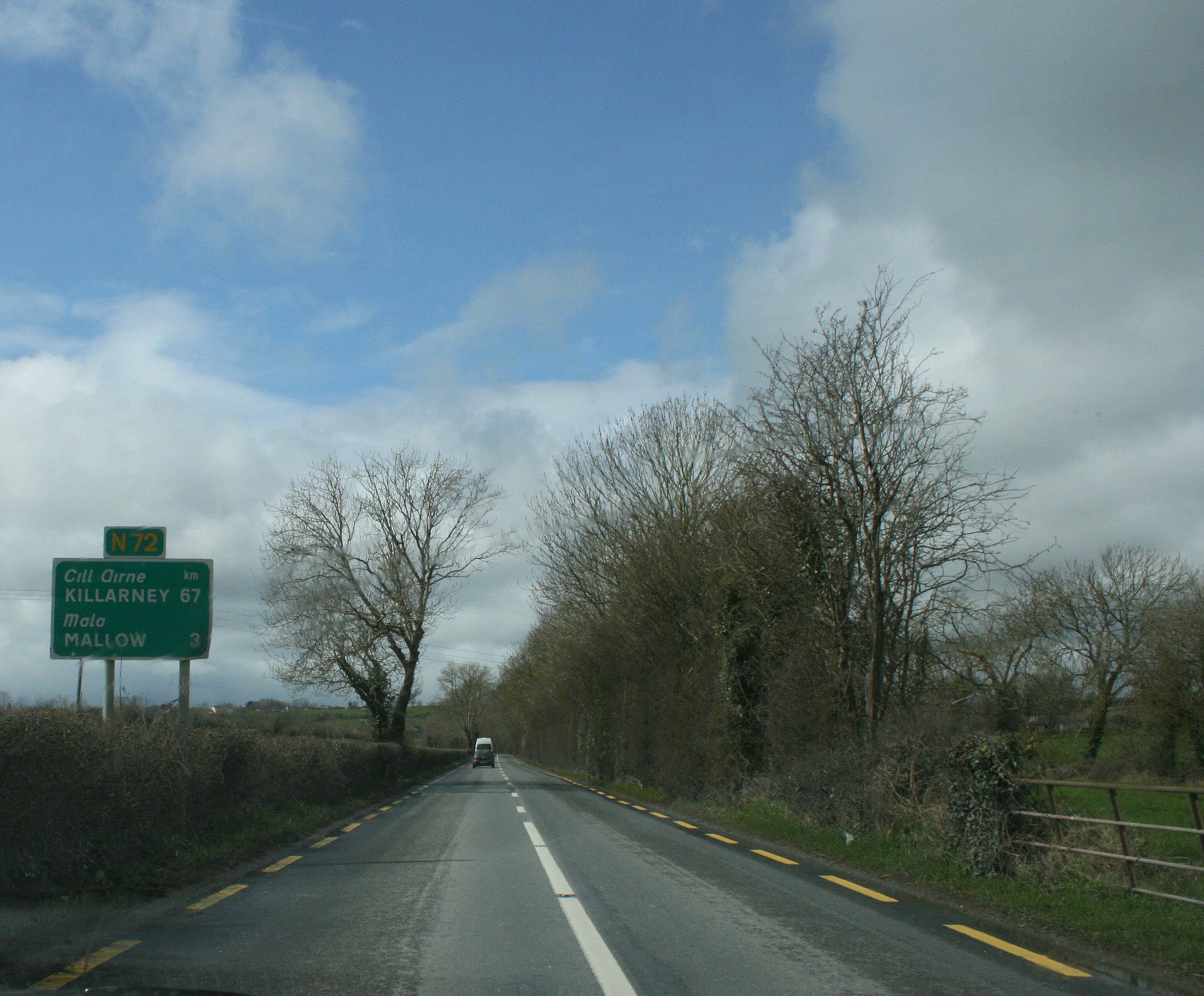
N72, Mallow
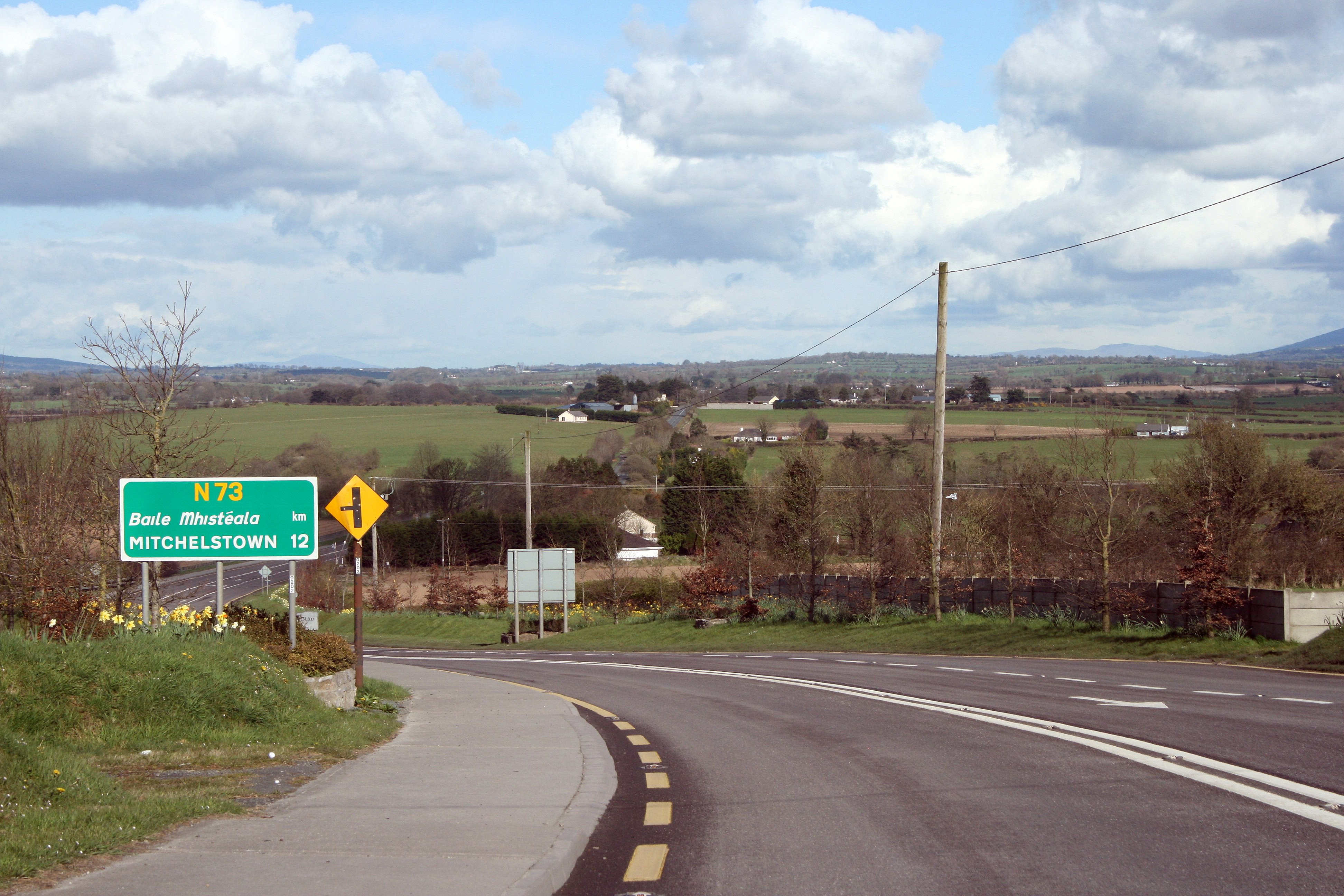
N73, Kildorrery
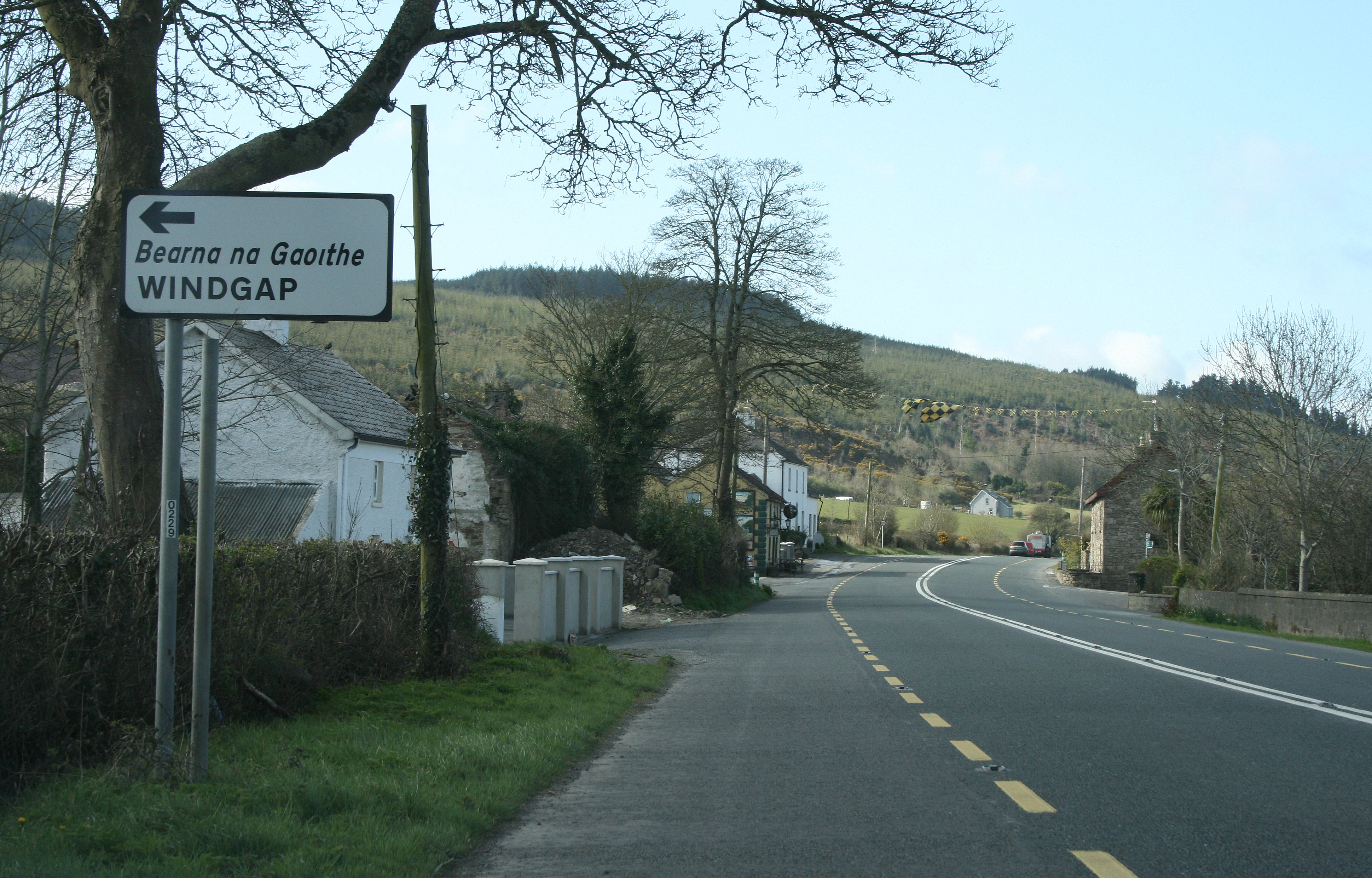
N76, Killamery
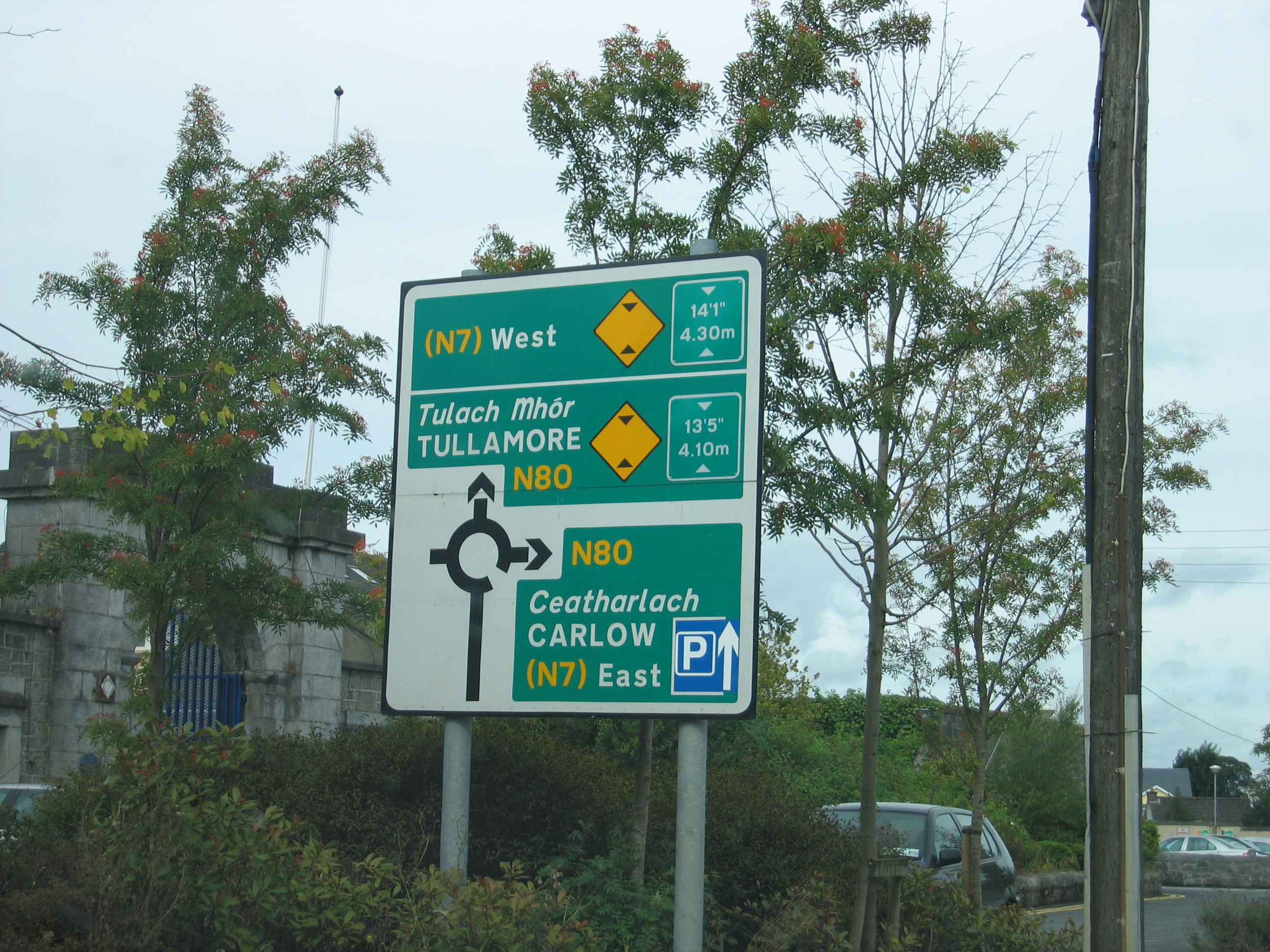
Verkeersbord aan de N80, Portlaoise
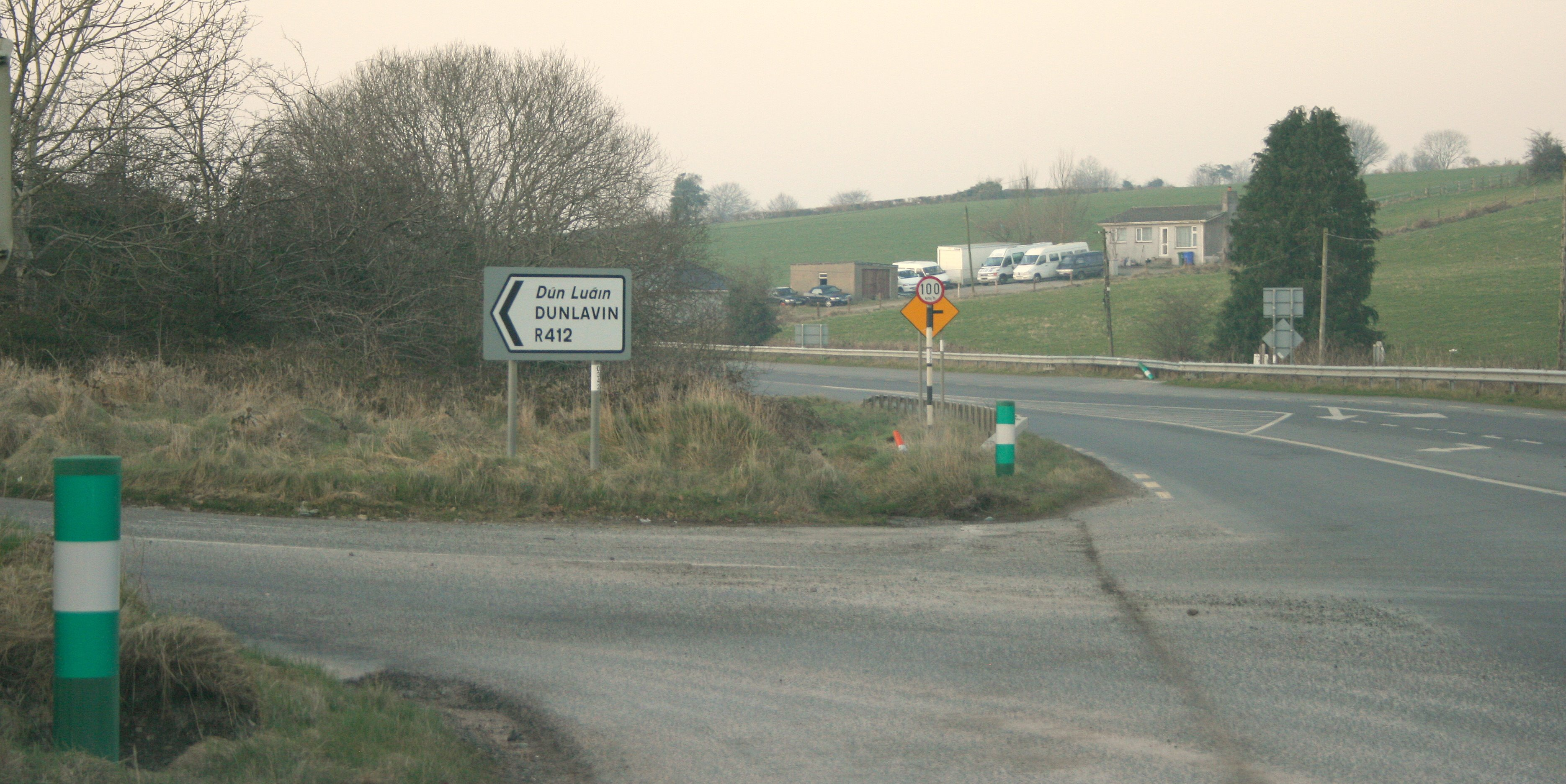
N81 bij zijn aansluiting met de R412 in Co. Wicklow